# Джордан, Шон
Шон Ма́ртин Джо́рдан (англ. Shawn Martin Jordan; 24 октября 1984, Эль-Пасо) — американский боец смешанного стиля, представитель тяжёлой весовой категории. Выступает на профессиональном уровне начиная с 2009 года, известен по участию в турнирах таких бойцовских организаций как UFC, Bellator, Strikeforce, WSOF и др.

## Биография
Шон Джордан родился 24 октября 1984 года в городе Эль-Пасо, штат Техас. Во время учёбы в школе играл в футбол, баскетбол, занимался борьбой и лёгкой атлетикой. Дважды становился чемпионом штата по борьбе в своей возрастной группе, входил в десятку самых перспективных фуллбеков своего округа, успешно и грал в баскетбол на позиции центрового. Продолжил футбольную карьеру в Университете штата Луизиана, играл за университетскую команду «Тайгерс», был подопечным таких известных футбольных тренеров как Ник Сэйбен и Лес Майлз, участвовал в национальных чемпионатах 2003 и 2007 годов.
Выступать в смешанных единоборствах по любителям начал ещё в 2008 году. В 2009 году дебютировал в ММА на профессиональном уровне, сразу подписав контракт с довольно крупной американской организацией Bellator — в дебютном поединке победил соперника досрочно, заставил его сдаться во втором раунде, поймав в «ручной треугольник». Помимо Bellator дрался и в нескольких других менее престижных американских промоушенах. После трёх побед потерпел первое в карьере поражение, был нокаутирован соотечественником Кенни Гарнером. Также в этот период отметился победой единогласным решением судей над Дерриком Льюисом, на одном из турниров Bellator в 2010 году встретился в Марком Холатой и в первом же раунде оказался в нокауте.
Несмотря на проигрыши, Джордан продолжил регулярно участвовать в поединках и в 2011 году присоединился к другому крупному промоушену Strikeforce. Успел провести здесь только два боя, в первом уступил единогласным судейским решением Девину Коулу, во втором досрочно взял верх над Лаваром Джонсоном. Организация Strikeforce была поглощена более крупной бойцовской организацией Ultimate Fighting Championship, и Джордан стал одним из первых тяжеловесов, перешедших к новому промоутеру.
В итоге Шон Джордан дебютировал в UFC в марте 2012 года, в стартовом поединке техническим нокаутом победил англичанина Оли Томпсона. Спустя несколько месяцев заменил травмировавшегося Антониу Родригу Ногейру в поединке с представителем Франции Чейком Конго, но проиграл единогласным решением. В 2013 году досрочно победил таких известных бойцов как Майк Руссоу и Патрик Бэрри (лучший нокаут вечера), однако затем в двух последующих боях был нокаутирован бразильцем Габриелем Гонзагой и соотечественником Мэттом Митрионом. Позже сделал серию из трёх побед подряд, в том числе вновь взял верх на Дерриком Льюисом, причём в двух случаях его поединки признавались лучшими выступлениями вечера. Последний раз дрался под эгидой UFC в октябре 2015 года — единогласным решением судей проиграл россиянину Руслану Магомедову и покинул организацию.
В 2016 году Джордан подписал контракт с американским промоушеном World Series of Fighting, одержал здесь одну победу. Был претендентом на титул чемпиона WSOF в тяжёлой весовой категории, в марте 2017 года вышел в клетку против действующего чемпиона болгарина Благого Иванова, но проиграл ему техническим нокаутом в первом же раунде.

## Статистика в профессиональном ММА
| Боёв 28  | Побед 19 | Поражений 9 |
| -------- | -------- | ----------- |
| Нокаутом | 15       | 5           |
| Сдачей   | 3        | 0           |
| Решением | 1        | 4           |

| Результат | Рекорд | Соперник         | Способ                                | Турнир                                              | Дата             | Раунд | Время | Место              | Примечание                                 |
| --------- | ------ | ---------------- | ------------------------------------- | --------------------------------------------------- | ---------------- | ----- | ----- | ------------------ | ------------------------------------------ |
| Поражение | 19-9   | Джош Коупленд    | Единогласное решение                  | PFL 4                                               | 19 июля 2018     | 3     | 5:00  | Юниондейл, США     |                                            |
| Поражение | 19-8   | Благой Иванов    | TKO (удары руками)                    | WSOF 35                                             | 18 марта 2017    | 1     | 1:43  | Верона, США        | Бой за титул чемпиона WSOF в тяжёлом весе. |
| Победа    | 19-7   | Эшли Гуч         | TKO (удары руками)                    | WSOF 33                                             | 7 октября 2016   | 1     | 4:40  | Канзас-Сити, США   |                                            |
| Поражение | 18-7   | Руслан Магомедов | Единогласное решение                  | UFC 192                                             | 3 октября 2015   | 3     | 5:00  | Хьюстон, США       |                                            |
| Победа    | 18-6   | Деррик Льюис     | TKO (удар ногой в голову и добивание) | UFC Fight Night: Boetsch vs. Henderson              | 6 июня 2015      | 2     | 0:48  | Новый Орлеан, США  | Лучшее выступление вечера.                 |
| Победа    | 17-6   | Джаред Каннонье  | KO (удары руками)                     | UFC 182                                             | 3 января 2015    | 1     | 2:57  | Лас-Вегас, США     | Лучшее выступление вечера.                 |
| Победа    | 16-6   | Джек Мэй         | TKO (удары руками)                    | UFC Fight Night: Bader vs. St. Preux                | 16 августа 2014  | 3     | 2:55  | Бангор, США        |                                            |
| Поражение | 15-6   | Мэтт Митрион     | KO (удары руками)                     | The Ultimate Fighter China Finale: Kim vs. Hathaway | 1 марта 2014     | 1     | 4:59  | Макао, Китай       |                                            |
| Поражение | 15-5   | Габриел Гонзага  | KO (удары руками)                     | UFC 166                                             | 19 октября 2013  | 1     | 1:33  | Хьюстон, США       |                                            |
| Победа    | 15-4   | Патрик Бэрри     | TKO (удары руками)                    | UFC 161                                             | 15 июня 2013     | 1     | 0:59  | Виннипег, Канада   | Лучший нокаут вечера.                      |
| Победа    | 14-4   | Майк Руссоу      | TKO (удары руками)                    | UFC on Fox: Johnson vs. Dodson                      | 26 января 2013   | 2     | 3:48  | Чикаго, США        |                                            |
| Поражение | 13-4   | Чейк Конго       | Единогласное решение                  | UFC 149                                             | 21 июля 2012     | 3     | 5:00  | Калгари, Канада    |                                            |
| Победа    | 13-3   | Оли Томпсон      | TKO (колено и руки)                   | UFC on FX: Alves vs. Kampmann                       | 3 марта 2012     | 2     | 3:53  | Сидней, Австралия  |                                            |
| Победа    | 12-3   | Лавар Джонсон    | Сдача (американа)                     | Strikeforce Challengers: Larkin vs. Rossborough     | 23 сентября 2011 | 2     | 3:08  | Лас-Вегас, США     |                                            |
| Поражение | 11-3   | Девин Коул       | Единогласное решение                  | Strikeforce Challengers: Voelker vs. Bowling III    | 22 июля 2011     | 3     | 5:00  | Лас-Вегас, США     |                                            |
| Победа    | 11-2   | Кендрик Уоткинс  | TKO (удары руками)                    | Gladiator Promotions: Summer Knockouts              | 16 июля 2011     | 1     | 0:19  | Денем-Спрингс, США |                                            |
| Победа    | 10-2   | Джон Хилл        | TKO (руки и локти)                    | Bellator 45                                         | 21 мая 2011      | 1     | 1:56  | Лейк-Чарльз, США   |                                            |
| Поражение | 9-2    | Марк Холата      | KO (удар рукой)                       | Bellator 31                                         | 30 сентября 2010 | 1     | 1:13  | Лейк-Чарльз, США   |                                            |
| Победа    | 9-1    | Джеймс Холл      | Сдача (удушение сзади)                | USA MMA: Stacked                                    | 31 июля 2010     | 1     | 0:45  | Батон-Руж, США     |                                            |
| Победа    | 8-1    | Деррик Льюис     | Единогласное решение                  | Cajun Fighting Championships: Full Force            | 25 июня 2010     | 3     | 5:00  | Лафейетт, США      |                                            |
| Победа    | 7-1    | Кендрик Уоткинс  | KO (удары руками)                     | MMA Fight Force: The Final Chapter                  | 28 мая 2010      | 1     | 0:37  | Батон-Руж, США     |                                            |
| Победа    | 6-1    | Даг Уильямс      | TKO (удары руками)                    | Bellator 18                                         | 13 мая 2010      | 1     | 0:19  | Монро, США         |                                            |
| Победа    | 5-1    | Маркус Кайзер    | TKO (удары руками)                    | No Love Entertainment: War and Wheels               | 23 января 2010   | 1     | 0:54  | Новый Орлеан, США  |                                            |
| Победа    | 4-1    | Кори Солтер      | TKO (удары руками)                    | USA MMA: Louisiana vs. Florida                      | 9 октября 2009   | 1     | 3:18  | Батон-Руж, США     |                                            |
| Поражение | 3-1    | Кенни Гарнер     | KO (удары руками)                     | Atlas Fights: Cage Rage 2                           | 6 сентября 2009  | 1     | 0:51  | Билокси, США       |                                            |
| Победа    | 3-0    | Карлтон Хейзлрик | TKO (удары руками)                    | UCFC: Rumble on the Rivers                          | 27 июня 2009     | 1     | 2:57  | Питтсбург, США     |                                            |
| Победа    | 2-0    | Махси Болеа      | KO (удар рукой)                       | Raging Wolf 4: Defiance                             | 13 июня 2009     | 2     | 1:02  | Ирвинг, США        |                                            |
| Победа    | 1-0    | Джейми Маккинни  | Сдача (треугольник руками)            | Bellator 9                                          | 29 мая 2009      | 2     | 1:39  | Монро, США         |                                            |